# Virtudes teologales

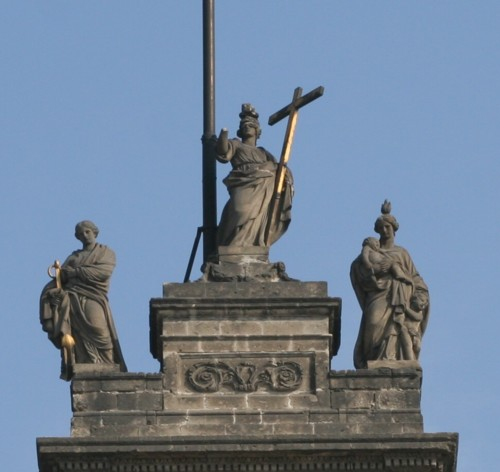
Fe, Esperanza y Caridad. Esculturas de Manuel Tolsá en la Catedral de México.

En la teología católica, se llaman virtudes teologales o virtudes teológicas  los hábitos que Dios infunde en la inteligencia y en la voluntad del hombre para ordenar sus acciones a Dios mismo. Tradicionalmente se cuentan tres: la fe, la esperanza y la caridad. Junto a estas, suelen citarse como complemento las virtudes cardinales, en el ámbito de las llamadas siete virtudes infusas.

## En la Sagrada Escritura
Los teólogos cristianos suelen partir de algunos textos de la Sagrada Escritura para demostrar la existencia de las virtudes teologales:

El amor de Dios ha sido derramado en nuestros corazones por el Espíritu Santo que se nos ha dado
Rm 5, 5

Y ahora permanecen la fe, la esperanza y el amor, estos tres; pero el mayor de ellos es el amor
1Co 13, 13

Porque sin la fe es imposible agradar a Dios
Hb 11,6

## En el magisterio de la Iglesia católica
El Magisterio de la Iglesia también ha tratado el tema profusamente. Inocencio III habla de una discusión que existía para dilucidar si los niños recibían las virtudes teologales al ser bautizados, y Clemente V enseña como más probable que tales virtudes se infundan a niños y adultos junto con el bautismo.
El Concilio de Trento señala ya claramente que el hombre recibe, junto con la gracia, los dones de la fe, la esperanza y la caridad. Ahora bien, se ha discutido si con esto se define su existencia o no: Suárez afirma que sí y Báñez que no.
El Catecismo de la Iglesia católica trata en tres ocasiones de las virtudes teologales. En los números 1812 y 1813 afirma que son virtudes que se refieren a Dios de manera directa (como su origen -provienen de Él-, como su motivo y su objeto) y sirven para disponer a los cristianos en los diversos aspectos de su relación con Dios. De ahí que sean fundamentales en la existencia de los que por la gracia son "hijos de Dios": vivifican todas las demás virtudes. En el número 2086, citando el catecismo romano, indica que el cumplimiento del primer mandamiento requiere las virtudes teologales. Y en los números 2656 a 2658 trata de la relación de las virtudes teologales con la oración: la fe permite entrar en oración; el Espíritu Santo enseña a celebrar la liturgia con la esperanza puesta en el retorno del Jesucristo; y la caridad, derramada en el corazón por el Espíritu Santo (cf. Rm 5, 5), es la fuente del diálogo con Dios.

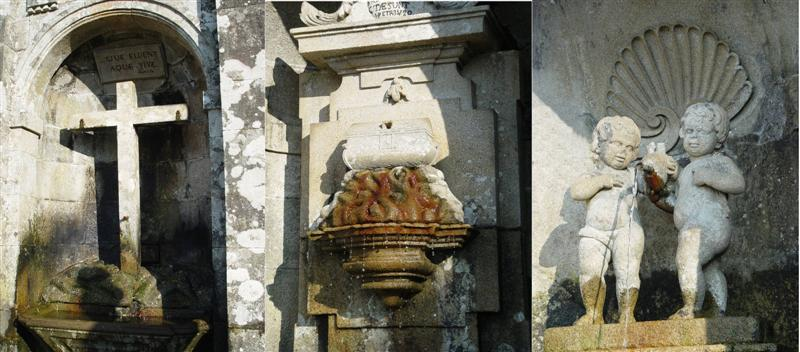
Las Tres Virtudes Teologales en el santuario del Bom Jesus do Monte (Braga, Portugal).

## En la cultura
Las virtudes teologales han influido algunos aspectos de la literatura cristiana. En San Manuel Bueno mártir de Miguel de Unamuno el personaje principal representa la caridad, la narradora Ángela la esperanza y el tonto del pueblo Blasillo (en homenaje a Blaise Pascal) la fe pura, la fe del carbonero. También se pueden encontrar referencias a las virtudes teologales en algunos poemas de Soledades, de Antonio Machado, como "Anoche cuando dormía". Por otra parte, como personajes alegóricos, suelen aparecer en el teatro medieval, en los autos sacramentales del Siglo de Oro español y en las artes plásticas de inspiración cristiana.